# Anastasia Pastourmatzi
Anastasia Pastourmatzi (griechisch Αναστασία Παστουρματζή, * 4. Mai 1977) ist eine griechische Radrennfahrerin. Sie startete für den A. S. Pera (Α.Σ. Πέρα) und wurde 1997 griechische Meisterin im Straßenrennen und im Zeitfahren. Dann wechselte sie zu Podilatikos Omilos Velos Thessalonikis (Ποδηλατικός Όμιλος Βέλος Θεσσαλονίκης) und wurde erneut Meisterin im Zeitfahren. Seit 2003 startete sie für den Radsportverein Patras (Ποδηλατικός Όμιλος Πατρών) und wurde von 2003 bis 2005 Meisterin im Zeitfahren, sowie von 2004 bis 2008 Meisterin im Straßenrennen. Sie nahm an den UCI-Straßen-Weltmeisterschaften 2007 in Stuttgart teil.